# Дяковські (герб)
Дяковські (пол. Dyakowski) – шляхетський герб, різновид герба Труби, принесений з Угорщини.

## Опис герба
Опис згідно з класичними правилами блазонування:
В червоному полі чотири чорні мисливські труби із золотими набійками і мотузками в хрест, що примикають устниками. 
В клейноді три пера страуса.

## Історія
Старий герб вжавався із XV столітті родом Кослевських з Угорщини, де за їх заслуги король Владислав III Варненчик дав у власність Дяковче і Тасиповче на Поділлі.

## Гербовий рід
Дяковські (Dyakowski - Diakowski - Dziakowski), Кослевські (Koślewski).